# Campionati mondiali di ginnastica artistica 2014 - Cavallo con maniglie
La finale ad attrezzo al cavallo con maniglie ai Campionati Mondiali 2014 si è svolta alla Guangxi Gymnasium di Nanning, Cina, l'11 ottobre 2014.

## Podio
| Oro                      | Argento           | Bronzo                  |
| Krisztián Berki Ungheria | Filip Ude Croazia | Cyril Tommasone Francia |

## Qualificazioni
| Pos. | Ginnasta           | Totale | Qual. |
| ---- | ------------------ | ------ | ----- |
| 1    | Krisztián Berki    | 16.066 | Q     |
| 2    | Alexander Naddour  | 15.633 | Q     |
| 3    | Saso Bertoncelj    | 15.558 | Q     |
| 4    | Filip Ude          | 15.533 | Q     |
| 5    | Cyril Tommasone    | 15.500 | Q     |
| 6    | Robert Seligman    | 15.466 | Q     |
| 7    | Andrėj Lichavicki  | 15.333 | Q     |
| 8    | Daniel Keatings    | 15.333 | Q     |
| 9    | Harutyum Merdinyan | 15.250 | R1    |
| 10   | David Beljavskij   | 15.233 | R2    |
| 11   | Max Whitlock       | 15.233 | R3    |

## Classifica
| Rank    | Gymnast           | D Score | E Score | Pen. | Total  |
| ------- | ----------------- | ------- | ------- | ---- | ------ |
| Oro     | Krisztián Berki   | 7.000   | 9.033   | —    | 16.033 |
| Argento | Filip Ude         | 6.700   | 9.083   | —    | 15.783 |
| Bronzo  | Cyril Tommasone   | 6.900   | 8.700   | —    | 15.600 |
| 4       | Sašo Bertoncelj   | 6.700   | 8.833   | —    | 15.533 |
| 5       | Robert Seligman   | 6.400   | 9.000   | —    | 15.400 |
| 6       | Alexander Naddour | 6.800   | 8.500   | —    | 15.300 |
| 7       | Andrėj Lichavicki | 6.500   | 8.700   | —    | 15.200 |
| 8       | Daniel Keatings   | 7.100   | 8.033   | —    | 15.133 |